# Zosime pacifica
Zosime pacifica är en kräftdjursart som beskrevs av Fiers 1991. Zosime pacifica ingår i släktet Zosime och familjen Tisbidae. Inga underarter finns listade i Catalogue of Life.